# Número de Woodall
Em teoria de números, um número de Woodall (Wn), para qualquer número natural n, é qualquer número natural da forma:
{\displaystyle W_{n}=n.2^{n}-1}
Os primeiros números de Woodall são:
{\displaystyle 1}, {\displaystyle 7}, {\displaystyle 23}, {\displaystyle 63}, {\displaystyle 159}, {\displaystyle 383}, {\displaystyle 895} , …  (sequência A003261 na OEIS).
Os primeiros a estudar os números de Woodall foram Allan J. C. Cunningham e H. J. Woodall em 1917, inspirados pelos estudos iniciais de James Cullen sobre os similarmente definidos números de Cullen.
Os números de Woodall que também são números primos são denominados números primos de Woodall; os primeiros expoentes n aos quais correspondem números de Woodall Wn são 2, 3, 6, 30, 75, 81, 115, 123, 249, 362, 384, … (sequência A002234 na OEIS); os números primos de Woodall começam com 7, 23, 383, 32212254719, … (sequência A050918 na OEIS).
Ate finais de 2007, o maior número primo de Woodall conhecido era 3752948 × 23752948 − 1. com 1 129 757 algarismos e foi encontrado por Matthew J. Thompson em 2007 através do projeto PrimeGrid de computação distribuída.
Além disso, denomina-se número generalizado de Woodall qualquer número da forma n × bn − 1, onde n + 2 > b; se um número primo puder ser escrito desta forma, então é chamado número primo generalizado de Woodall.